# Clay Cassius Silva
Clay Cassius Silva es un futbolista brasileño. 
En México, vistió la camiseta de los Leones Negros de la Universidad de Guadalajara, en las temporadas 1991-1992 y 1992-1993, donde anotó en 5 ocasiones en 44 partidos.

## Clubs
Guarani F.C                         Brasil        (1984)  - (1990)
Internacional RS                    Brasil        (1991)
- Leones Negros de la Universidad de Guadalajara (1991 - 1993)